# Tumbotino
Tumbotino (in russo Тумботино?) è un insediamento di tipo urbano della Russia europea centro-orientale, situato nel Pavlovskij rajon dell'oblast' di Nižnij Novgorod.